# Benjamin Stoll

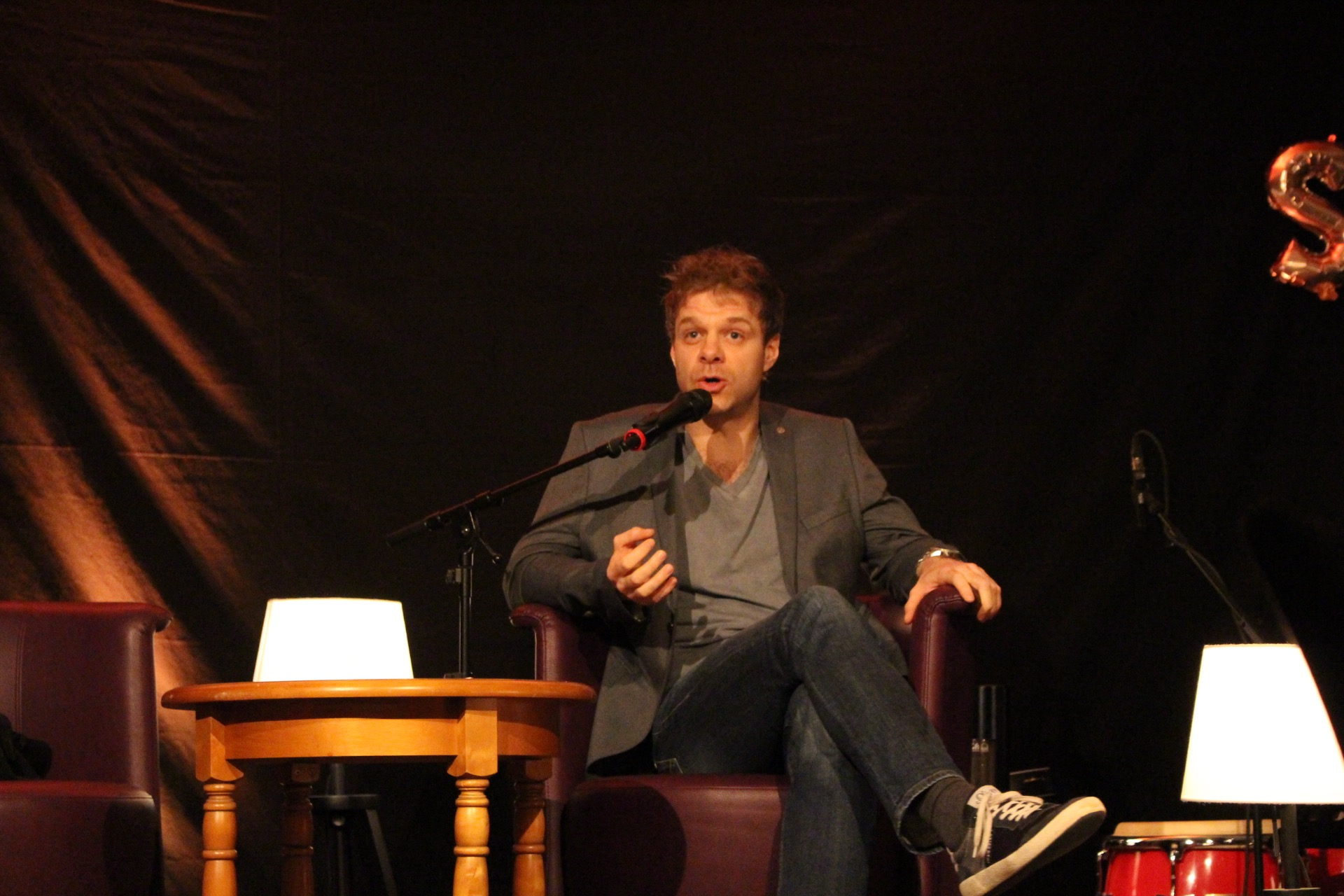
Benjamin Stoll (2018)

Benjamin Stoll (* 18. Januar 1979 in Freudenstadt) ist ein deutscher Schauspieler, Regisseur und Autor.

## Leben
Stoll wuchs als jüngstes von drei Kindern in Tübingen, Filderstadt und Sulz am Neckar auf. Nach Abitur und Zivildienst wurde er ab 1999 an der Akademie für darstellende Kunst in Ulm ausgebildet. Bereits während seines Studiums bekam er die Hauptrolle im Kurzfilm „Ketchup“ unter der Regie von David Emmenlauer. Im Jahr 2002 zog er nach Berlin, wo er neben Kameraschauspiel bei Frank Henry Kirschgens Diplom-Sportwissenschaft an der Universität Potsdam studierte, das er im Jahr 2010 mit dem Schwerpunkt Marketing/Management abschloss.
Seit Herbst 2022 ist er leitender Regisseur im Altstadttheater Köpenick.
Stoll ist Vater von fünf Kindern.

## Filmografie (Auswahl)
- 2000: „Ketchup“ (Kurzfilm), Regie: David Emmenlauer
- 2001: „Ivo’s letzter Tag“ (Kurzfilm), Regie: Henrik Stampe
- 2003: „Streit um Drei“ (TV-Show), Regie: Wolfram Hundhammer
- 2004: „3 (B)engel für JesusHouse“ (TV-Serie), Regie: Torsten Hebel
- 2005: „Come2Gether – Diebstahl“ (Werbefilm), Regie: Christoph Große
- 2006: „Alle in einem Boot“ (TV-Serie), Regie: Torsten Hebel
- 2006: „Mein Vater“ (Kurzfilm), Regie: Franziska Hörisch
- 2007: „Wenn das Ich zum Vorschein kommt“ (Kurzfilm), Regie: Kadir Ören
- 2007: „Niete zieht Hauptgewinn“ (TV-Film), Regie: Helmut Metzger
- 2009: „Die kleine Benimmschule 4“ (Kino), Regie: Claudia Boysen
- 2009: „Wovon man halt zuwenig hat“ (Kurzfilm), Regie: Jakob Schleicher
- 2009: „MattWeiss“ (Kurzfilm), Regie: Stefan T. Sachs
- 2011: „Babybel – Geburtstag und Pacman“ (Werbefilm), Regie: Neele Leana Vollmar
- 2011: „Beichtgeheimnis“ (Kurzfilm), Regie: Nicole Sperhake
- 2011: „Monday Mornin'“ (Kurzfilm), Regie: Moritz Mebesius
- 2011: „Bon Appetit“ (Kurzfilm), Regie: Margherita Arco
- 2012: „Maggi – A million good reasons“ (Werbefilm), Regie: Miguel Campana
- 2012: „o2 – Guru“ (Werbefilm), Regie: diverse
- 2012: „Im Auftrag Ihrer Majestät“ (Kurzfilm), Regie: Christian Weihrauch
- 2012: „Leben!“ (Kurzfilm), Regie: Carolin Färber
- 2013: „Babybel – Sportarten“ (Werbefilm), Regie: Neele Leana Vollmar
- 2014: Das kalte Herz (TV-Film), Regie: Marc-Andreas Bochert
- 2014: Toleranz (TV-Film), Regie: Marc-Andreas Bochert
- 2015: „Raffinate“ (Kurzfilm), Regie: Philip Maurice Klein
- 2015: „Einbruch“ (Werbefilm), Regie: Benjamin Brettschneider
- 2018: „Träum weiter …“ (Kurzfilm), Regie: Judith Hahn
- 2018: „Hanna“ (UK/US TV-Serie), Regie: Jon Jones
- 2018: „UBS – Massageballs“ (Werbefilm), Regie: Bart Timmers
- 2020: „SOKO Wismar“ (TV-Serie), Regie: Oren Schmuckler

## Theater (Schauspieler) (Auswahl)
- 2000 „Leonce und Lena“ von Georg Büchner, Regie: Ralf Reiner Reimann (Akademietheater Ulm)
- 2001 „In den Augen eines Fremden“ von Wolfgang Maria Bauer, Regie: Lejla Divanovic (Akademietheater Ulm)
- 2001 „Der Besuch der alten Dame“ von Friedrich Dürrenmatt, Regie: Wolfgang Hagemann (Ulmer Theater)
- 2005–2014: „Abraham aus Liebe“ von Benjamin Stoll, Regie: Benjamin Stoll (Solo-Theater-Tournee)[2][3]
- 2017 „Höllenfeuer – Luther der Rebell“ von Matthias Ihden, Regie: Matthias Ihden (Staufersaga Schwäbisch Gmünd)[4]
- seit 2017 „Eine Nacht mit Luther“ von Benjamin Stoll und Rolf Dieter Degen, Regie: Monica Degen (Freies Theater Berlin)[5]
- 2018 „ICH BIN“ (Pop-Oratorium) von Sigi Hänger, Christoph Oellig, Jürgen Deppert und Benjamin Stoll in Messe Leipzig[6]
- 2019 „I AM“ (Pop-Oratorium) von Sigi Hänger, Christoph Oellig, Jürgen Deppert, Benjamin Stoll und Jeremy Dawson in Merkur Spiel-Arena[7]
- 2023 „Eisern verschossen – verliebt in einen Unioner“ im Altstadttheater Köpenick[8]

## Theater/Musicals (Regisseur) (Auswahl)
- 2009 „Der Weg“ von Daniel Börnert, Manuel Becker und Benjamin Stoll (Tournee)[9]
- 2011 „Sternstunde in Bethlehem“ von Birgit Minichmayr (Tournee)[10]
- 2013 „Ich bin …“ (Pop-Oratorium) von Sigi Hänger, Christoph Oellig, Jürgen Deppert und Benjamin Stoll in Westfalenhalle Dortmund/O2 World Hamburg[11]
- 2016 „Der barmherzige Vater“ von Birgit Minichmayr (Tournee)[12]
- 2018 „ICH BIN“ (Pop-Oratorium) von Sigi Hänger, Christoph Oellig, Jürgen Deppert und Benjamin Stoll in Messe Leipzig[6]
- 2019 „I AM“ (Pop-Oratorium) von Sigi Hänger, Christoph Oellig, Jürgen Deppert, Benjamin Stoll und Jeremy Dawson in Merkur Spiel-Arena[7]
- 2021 „Zwischen Geschichten“, Theater Bruderboot[13]
- 2023 „Einfach Audrey – der große Audrey Hepburn Abend“ im Altstadttheater Köpenick[14]
- 2023 „Hexe Rosanna und der geheime Ort“ im Altstadttheater Köpenick[15]
- 2023 „Zille & Freunde – Teil III“ im Altstadttheater Köpenick[16]
- 2023 „Alle Frauen lieben KAI“ im piccolo teatro Haventheater, Bremerhaven[17]
- 2023 „Eisern verschossen – verliebt in einen Unioner“ im Altstadttheater Köpenick[8]
- 2024 „#HIMMELreich“ (Pop-Oratorium) von Sigi Hänger, Christoph Oellig und Benjamin Stoll in Barclays Arena, Hamburg und Messe-Halle Erfurt[18]

## Hörspiele (Autor) (Auswahl)
- 2004 „Kali das Erzähl-Kamel: Reisegeschichten“, Regie: Benjamin Stoll, SCM-Verlag[19]
- 2005 „Kali das Erzähl-Kamel: Von Riesen und Fischen“, Regie: Benjamin Stoll, SCM-Verlag[20]
- 2006 „Kali das Erzähl-Kamel: Von Brüdern und Pyramiden“, Regie: Benjamin Stoll, SCM-Verlag[21]